# Joan Tompkins
Pour les articles homonymes, voir Tompkins.
Joan Tompkins (née le 9 juillet 1915 à New York et morte le 29 janvier 2005 dans le comté d'Orange en Californie) est une actrice américaine.

## Carrière professionnelle

### Au théâtre
En 1938, à l'âge de 23 ans, Joan Tompkins rejoint Henry Fonda pour jouer des pièces au White Plains dans l'État de New York. Elle apparaît sur scène à Broadway dans des productions théâtrales telles que Fly Away Home (1935, date de sa première apparition à Broadway), Pride and Prejudice (1935), The Golden Journey (1936) et My Sister Eileen (1940).

### Sur les ondes
Joan Tompkins joue à la radio le rôle de Nora Drake dans le feuilleton intitulé This is Nora Drake, diffusé sur CBS jusqu'en 1959. Ses autres rôles dans des émissions de radios sont :
- Against the Storm : Siri Allen[3] ;
- David Harum (en) : Susan Wells ;
- Lora Lawton : Lora Lawton ;
- Our Gal Sunday (en) : Madeline Travers ;
- Young Widder Brown (en) : Joyce Turner ;
- Your Family and Mine (en) : Judy Wilbur.

### Au cinéma
Joan Tompkins a joué de nombreux rôles au cinéma, dont :
- 1969 :Popi[4] : Miss Musto ;
- 1970 : The Christine Jorgensen Story (en)[5] : Tante Thora ;
- 1970 : Zigzag[6] : Beth Weaver ;
- 1970 : I Love My Wife[7] : Grand-mère Dennison.

### À la télévision
Joan Tompkins fait sa première apparition à la télévision en 1954, à l’âge de 39 ans dans Guest in the House du Kraft Television Theatre sur la chaîne NBC. La même année, elle joue le rôle de Marion Walker dans Woman with a Past, une série dramatique diffusée sur CBS. Quatre ans plus tard, elle apparaît en tant que Sarah Sheldon dans l'épisode The Spy du Goodyear Theatre. Elle joue ensuite une femme nommée Patience dans la série télévisée western The Californians sur la NBC, puis une chroniqueuse de potins nommée Beverly King dans un épisode du Danny Thomas Show. Elle apparaît dans un certain nombre de sitcoms, tels que The Donna Reed Show et Bachelor Father.
En 1960, elle interprète Martha dans l'épisode The Twisted Root de la sitcom The Brothers Brannagan. Encore la même année, elle apparaît dans trois séries diffusées par la Warner Brothers / ABC : Maverick, dans le rôle de Mary Burch dans l’épisode Bullet for the Teacher ; Hawaiian Eye, en tant que touriste dans l'épisode Man in a Rage, et Les Années folles, dans le rôle de Celia Morton dans Layoff Charley.
En 1960-1961, elle joue dans un thriller avec Boris Karloff. Entre 1962 et 1964, elle fait trois apparitions dans la série Perry Mason. À ce propos, dans un épisode diffusé en 1964, intitulé L'Affaire des tueurs endormis, elle y apparaît aux côtés de son mari Karl Swenson. Ils y jouent le rôle d'un couple : Sadie et Charles Norman.
Joan Tompkins a joué à deux reprises aux côtés de David Janssen dans la série d'ABC The Fugitive. Les fans se souviennent aussi d'elle comme de la mère de Tina Cole, l'épouse de Don Grady, dans la sitcom My Three Sons, dans le rôle récurrent de Lorraine Miller. Elle a tenu ce rôle neuf fois au cours de la période allant de 1967 à 1970, sa dernière apparition datant du 19 décembre 1970 dans l’épisode St. Louis Blues.
Les derniers rôles de Joan Tompkins remontent aux années 1980. Elle tient notamment le rôle de la grand-mère nommée Gertie Wells dans l'épisode Generations de la série Eight Is Asough sur ABC et, celui d'une femme médecin dans le téléfilm The Night the City Screamed.
Liste des autres rôles tenus à la télévision.
- 1961 : Adventures in Paradise (épisode Assassins) : Cora Summers
- 1962 : Hazel (épisode Hazel and the Gardener) : Florence Gurney
- 1962 : The New Breed (épisode How Proud the Guilty) : Miss March
- 1962 : Bus Stop (épisodes The Runaways et I Kiss Your Shadow) : Sarah Jenkins
- 1959 et 1962 : The Danny Thomas Show
- 1963 et 1964 : The Lieutenant
- 1962 : Route 66 (épisode Between Hello & Goodbye) : Miss Thomas
- 1964 : The Travels of Jaimee McPheeters (épisode The Day of the Wizard) : Martha Pollux
- 1964 : The Eleventh Hour (3 épisodes) : Aggie Britt
- 1964 : Mr. Novakas (épisode The Private Life of Douglas Morgan, Jr) : Morgan Douglas
- 1964 : Gomer Pyleas (épisode A Date for the Colonel's Daughter) : Miss Harper
- 1962-1964 : Perry Mason (3 épisodes)
- 1962-1965 : Dr Kildare (3 épisodes)
- 1965 : Slattery's people (épisode Question, What Time is the Next Bandwagon) : Dorothy Ralston
- 1965 : The Farmer's Daughter (épisode Katie's Castle)
- 1967 : Mannix (épisode Turn Every Stone) : Miss Dover
- 1967 : Mission: Impossible (épisode The Seal) : Mrs. Putnam
- 1966 : Occasional Wife (2 épisodes : Pilote et No Cookie for Dessert) : Miss Brahms
- 1966 : I Dream of Jeannie (épisode Invisible House for Sale ) : la femme du général
- 1968 : Bewitched (épisode Once in a Vial) : Harriet Walters
- 1968 : The Brady Bunch (épisode The Honeymoon) : Miss Tyler
- 1964 et 1971 : Lassie (2 épisodes : The Little Christmas Tree et The Awakening) : Miss Davis et Katerine
- 1972 : The Mary Tyler Moore Show (épisode Who's in Charge Here?) : Miss Thorn
- 1973 : Griff (épisode Elephant in a Cage) : Ruth
- 1973-1974 : Owen Marshall: Counselor at Law (3 épisodes)
- 1976 : Barnaby Jones (3 épisodes)
- 1977 : The Waltons (épisode The Achievement) : Miss Herbert
- 1978 : Emergency ! (épisode The Most Deadly Passage) : Maggie Trigg

## Vie privée
Joan Tompkins est née à New York en 1915. Fille de Florence Aiken, Joan Tompkins a commencé à jouer la comédie immédiatement après avoir terminé ses études secondaires. Elle a été découverte par l'actrice June Walker, qui déclara à son propos : « Elle possède la meilleure diction de toutes les jeunes actrices entendues depuis des années ».
Dans les années 1930, Joan Tompkins épouse l'acteur Steve Appleby, puis l'acteur Bruce Mac Farlane dans les années 1940. Elle rencontre ensuite celui qui sera son troisième mari, Karl Swenson, lors des enregistrements qu'elle faits pour la radio. Le couple vit dans le sud de la Californie à la fin des années 1950.
Après la Seconde Guerre mondiale, Joan Tompkins est devenue le parent nourricier d'un orphelin de guerre, Tomek Machcinski, jeune Polonais handicapé devenu photographe, surnommé « l'homme aux mille visages ». Leur histoire a fait l'objet d'un documentaire diffusé en 1994, intitulé Un enfant du catalogue, réalisé par Alicja Albrecht.
Après la mort de son mari Karl Swenson en 1978, Joan Tompkins a monté une association pour aider les futurs écrivains à améliorer leurs récits et, à obtenir la publication de leurs travaux. Elle réside à Dana Point, dans le comté d'Orange, en Californie, au moment de son décès. Elle est alors âgée de 89 ans.